# 九州横断特急
九州横断特急（きゅうしゅうおうだんとっきゅう、TRANS-KYUSHU LIMITED EXPRESS）は、九州旅客鉄道（JR九州）が熊本駅 - 大分駅・別府駅間を、豊肥本線・日豊本線経由で運転している特別急行列車である。
本項では、熊本駅 - 宮地駅間で運行されている特急「あそぼーい!」、および豊肥本線内での「九州横断特急」の前身にあたる、熊本駅 - 大分駅・別府駅間で運行されていた特急「あそ」など豊肥本線で運転されていた優等列車の沿革についても記述する。
なお、「あそ」の列車名は2020年8月8日から2025年3月14日まで、熊本駅 - 宮地駅間を運行する特急に用いられていた。従って本項では「九州横断特急」の運行開始前に運行されていた「あそ」を初代、2020年 - 2025年に運行されていた「あそ」を2代と表記することとする。

## 概要
特急「九州横断特急」は、2004年3月13日の九州新幹線鹿児島ルート部分開業の際、前述の特急「あそ」（初代）と、熊本駅 - 人吉駅間で運行していた急行「くまがわ」を再編する形で運行を開始した。この時に再編対象外の「くまがわ」に関しては列車名・運行区間を変えずに特急に格上げとしたため、熊本駅 - 人吉駅間には「九州横断特急」「くまがわ」の2系統の特急列車が運行されるようになった。
豊肥本線は古くから観光路線としての位置づけが強く、1954年に熊本駅 - 別府駅間運行の快速「火の山」（ひのやま）が設定されたのを端緒として多くの優等列車が設定された。それらの優等列車は、2006年に廃止された三角島原フェリーを介して阿蘇山と島原半島が観光ルートとして一体化してとらえられていたことから、三角線三角駅までの直通列車も多く設定されていた。その後、豊肥本線の優等列車は1975年3月10日に急行「火の山」に一本化された。三角線への直通を終了した1986年11月1日以降は熊本駅 - 別府駅間で3往復の運行となり、四国旅客鉄道（JR四国）から購入したキハ185系気動車を充当して1992年7月15日に特急「あそ」に格上げされ、2004年（平成16年）3月12日、九州新幹線鹿児島ルート部分開業までこの体制で推移していた。
「九州横断特急」は2011年3月12日のダイヤ改正で人吉駅発着列車の約半数について熊本駅 - 人吉駅間を「くまがわ」として系統分離し、2013年3月16日のダイヤ改正で「くまがわ」を再統合していた。2016年3月26日のダイヤ改正で「九州横断特急」の熊本駅 - 人吉駅間および「くまがわ」が廃止され、「九州横断特急」の運行区間は「あそ」と同様になった。その直後の4月14日夜から発生した一連の熊本地震の影響で全区間運休となり、2016年7月9日に阿蘇駅 - 別府駅間、2020年8月8日に熊本駅 - 阿蘇駅間の運行を再開した。その際に「あそぼーい!」が宮地駅発着から別府駅発着に変更したのに伴い、従来の「あそぼーい!」の運行区間を引き継ぐ形で特急「あそ」（2代）が設定されたが、「あそ」（2代）は「あそぼーい!」が2025年3月15日に宮地駅発着に戻されたのに伴い廃止された。

## 運行概況
1日3往復（1 - 6号）の運転で、2号が別府駅→熊本駅間、その他の列車は熊本駅 - 大分駅間で運転されている。
「あそ」(初代)時代は3往復、全列車3両編成での運行で、号数は熊本駅発が下り、別府駅発が上りとなっていたが、「九州横断特急」に改組された際に4往復、全列車2両編成での運行となり、JRグループの特急としては異例のワンマン運転が導入された（多客期など、3両以上で運転する際には車掌が乗務していた）。また号数は鹿児島本線・肥薩線内での方向に合わせて、別府駅発が下り、人吉駅・熊本駅発が上りと改められた。2016年3月26日のダイヤ改正で全列車熊本駅 - 別府駅間の運行になったのに合わせて3往復、全列車3両での運行となり、車掌乗務開始、号数も「あそ」時代と同様に戻されていた。約半月後の4月14日に熊本地震が発生し、全区間運休となった。7月9日に、阿蘇駅以東で運行再開した際には、全列車2両での運行となり、ワンマン運転が復活している。2017年3月4日のダイヤ改正では2往復に削減され、さらに「九州横断特急」としては初めて大分駅発着の列車が設定された。なお、2016年7月9日の運行再開時点では阿蘇駅 - 宮地駅間は快速列車扱いで、この区間は「九州横断特急」以外の列車は運行されていなかったが、2017年3月4日より普通列車の運行再開を受けて、阿蘇駅 - 宮地駅間も特急列車として運行されるようになった。2018年3月17日以降は、別府駅発着の1往復のみにさらに削減され、豊肥本線の全線復旧までこの体制で経過した。
2020年8月に豊肥本線が全線復旧してからは熊本駅  - 別府駅間に2往復設定されたが、このうち1往復は「あそぼーい!」との共通ダイヤで「あそぼーい!」の運転日には運休となっていた。2022年9月23日のダイヤ改正で毎日運転の1往復が大分駅発着に変更され、2025年3月15日のダイヤ改正で現行の体制となっている。列車番号は号数＋1070Dである。
大分駅は高架化工事により高架化されたが、工事進捗の都合により2008年3月15日から2012年3月16日までは日豊本線は地上ホーム、豊肥本線・久大本線は高架ホームと分けられていた。そのため日豊本線と豊肥本線・久大本線の直通運転は中断されていたが、「九州横断特急」のみは別に設けられた渡り線を経由して、地上ホームに発着し、この期間も別府駅発着で運行されていた。

### 停車駅
熊本駅 - 新水前寺駅 - 肥後大津駅 - 立野駅 - 阿蘇駅 - 宮地駅 - 豊後荻駅 - 豊後竹田駅 - 緒方駅 - 三重町駅 - 大分駅 - 別府駅
- 立野駅は本線自体がスイッチバック構造となっており、下り列車の場合、肥後大津方面から走って来た列車は立野駅構内に入線した後、いったん逆方向に走ってスイッチバックの頂点で停車し、方向を元に戻して阿蘇方面へと出発していく。
- かつては水前寺駅・武蔵塚駅・光の森駅・赤水駅・中判田駅にも停車していたが、2025年3月15日のダイヤ改正からこの5駅は全列車通過となった。
- 「九州横断特急」が人吉駅に乗り入れていた時期は、熊本駅 - 人吉駅間は熊本駅 - 松橋駅 - 新八代駅 - 八代駅 - 坂本駅 - 球泉洞駅 - 一勝地駅 - 渡駅 - 人吉駅に停車していた（松橋駅・球泉洞駅は一部のみ停車）。また人吉駅発着列車は熊本駅で列車の進行方向を変えていた。

### 編成
大分鉄道事業部大分車両センターに配置されているキハ185系気動車「九州横断特急」仕様の2両編成を充当している。普通車のみの編成で、指定席と自由席が1両ずつ設定されている。
かつては「九州横断特急」のロゴ入りの専用塗装車が用意されていたが、検査などで「ゆふ」塗装車が運用されることもあった（冒頭画像も参照）。2018年6月より「九州横断特急」塗装と「ゆふ」塗装を「AROUND THE KYUSHU」塗装へ統一している。

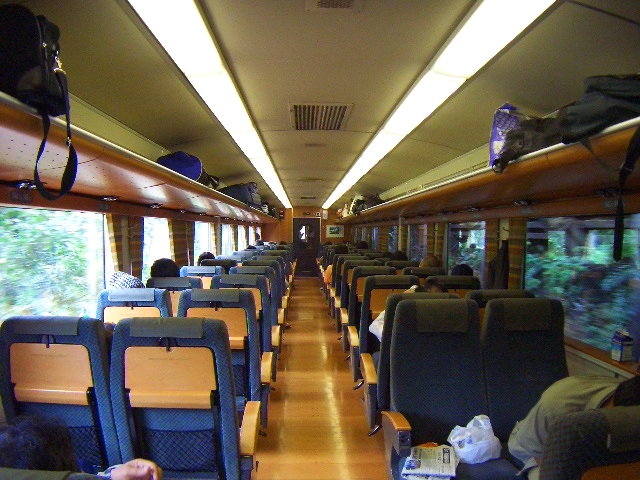
木目調にリニューアルされた車内アコモデーション

## あそぼーい!
特急「あそぼーい!」は、1988年 - 2010年に熊本駅 - 宮地駅間で運行されていた観光列車「あそBOY」「あそ1962」の後継列車として、2011年6月4日に運行を開始した。表記は異なるが「あそBOY」の愛称が6年弱ぶりに復活した。
2011年3月12日の九州新幹線鹿児島ルート全線開業に合わせて計画された列車で、当初は同日からの運行予定としていたが、車両改造の都合により同年5月29日までは「あそぼーい!」と同ダイヤの「阿蘇ゆるっと博号（）」として運行されていた（詳細は後述）。
当初は宮地駅発着2往復の運転で、2020年の豊肥本線全線復旧に伴い別府駅発着1往復に変更されたが、2025年3月15日のダイヤ改正で宮地駅発着2往復に戻された。また従来の「あそぼーい!」は土曜・休日中心の運行であったが、2025年3月ダイヤ改正でほぼ毎日運転となり、運休日には「あそぼーい!」のダイヤを用いて特急「かわせみ やませみ」が運転される。

### 運行概況
熊本駅 - 宮地駅間に2往復が運転されている。号数は熊本地震前は101 - 104号が与えられていたが。別府駅発着時代は号数表記が一旦なくなり、2025年3月15日以降は1 - 4号が与えられている。前述の通り、運休日には同一ダイヤで特急「かわせみ やませみ」が運転されるため、「あそぼーい!」「かわせみ やませみ」を合わせて熊本駅 - 宮地駅間の特急が毎日2往復運転される形となっている。
2011年10月から2013年2月までは、1ヶ月に1回程度の土日または3連休に限って101・104号を博多駅まで延長運転していたが、2013年3月以降は設定がない。
2012年7月の九州北部豪雨で肥後大津駅 - 緒方駅間が不通になった際には、肥後大津駅 - 宮地駅間が復旧する同年9月まで、91・92号として博多駅 - 人吉駅間で1往復運転していた。
2020年8月から2025年3月までは熊本駅 - 別府駅間1往復の運転で、運休日には同一ダイヤで特急「九州横断特急81・84号」（2021年3月までは71・74号）が運転されていた。
豊肥本線一部不通時の暫定運行
2016年4月の熊本地震で豊肥本線の一部区間が不通になった際には、9月までは金・土休日を中心に91・92号として門司港駅 - 博多駅間で1往復運転していた。2016年10月8・9日には「ポポンデッタ九州鉄道フェスティバル2016」開催に伴い、「あそぼーいポポンデッタ号」が博多駅 - 大分駅にて主催者による貸切運行が行われた。10月から12月までは「長崎デスティネーションキャンペーン」の一環として81・82号が博多駅 - ハウステンボス駅、2017年1月より91・92号が門司港駅 - 博多駅間に運行区間を戻し、6月まで金・土休日を中心に運行される。
同年7月から翌2018年1月までは91 - 94号として阿蘇駅 - 大分駅・別府駅間に金・土・休日を中心に2往復運行され、団体専用列車を除けば、熊本地震後初めて阿蘇駅・宮地駅に乗り入れた。2018年3月ダイヤ改正からは1往復に削減され、豊肥本線全線復旧まで1往復のままで推移した。2018年6月27日には筑肥線筑前前原駅 - 唐津駅間で1往復運行され、初めて筑肥線を走行した。

### 停車駅
通常運用
熊本駅 - 新水前寺駅 - 肥後大津駅 - 立野駅 - 阿蘇駅 - 宮地駅
- 別府駅発着時代の停車駅は当時の「九州横断特急」の停車駅に準じていた。

臨時運用
91・92号（2012年）の停車駅
博多駅 - 二日市駅 - 鳥栖駅 - 久留米駅 - 大牟田駅 - 玉名駅 - 熊本駅 - （富合駅） - 新八代駅 - 八代駅 - （一勝地駅） - 人吉駅
- 富合駅は一部運転日の91号のみ、一勝地駅は92号のみ停車。
- 101・104号の延長運転時の博多駅 - 熊本駅間の停車駅は上記に準じるが、二日市駅は通過していた。
- 肥薩線内では通過駅でも列車行き違いのため停車する駅があった。

91・92号（2016年・2017年上半期）の停車駅
門司港駅 - 門司駅 - 小倉駅 - 黒崎駅 - 折尾駅 - 香椎駅 - 博多駅
- 92号は、海老津駅でソニック21号、折尾駅で快速（小倉行き・4238M）の待避を行う。

81・82号の停車駅
博多駅 - 鳥栖駅 - 新鳥栖駅 - 佐賀駅 - 肥前山口駅 - 武雄温泉駅 - 有田駅 - 早岐駅 - ハウステンボス駅
- ダイヤとしては、本来ピーク期に運行される「ハウステンボス91・96号」のダイヤを利用した形である（平日の81号は本来の91号よりも約1時間遅い）。なお、96号は、吉塚駅まで直通するが、82号ではこの運用は行われなかった。

2017年7月以降の停車駅
阿蘇駅 - 宮地駅 - 豊後荻駅 - 豊後竹田駅 - 緒方駅 - 三重町駅 - 中判田駅 - 大分駅 - 別府駅
- 「九州横断特急」のダイヤを用いて運行された。そのため「あそぼーい!」の運転日には「九州横断特急」は全列車全区間運休となっていた。
- 平成29年7月九州北部豪雨の影響により、久大本線経由による回送が不可能となったため、予定していた車両の向きが反転して運行されていた。

### 使用車両・編成
熊本鉄道事業部熊本車両センターに配置されているキハ183系気動車1000番台4両編成が充当されている。2011年1月10日までは特急「ゆふDX」として運行していた車両である。内装デザインは、他のJR九州の観光特急同様、水戸岡鋭治が担当している。普通車のみの編成。3号車は「ファミリー車両」で、子供目線で車窓を楽しむことが出来る「白いくろちゃんシート」9席のほか、遊び場、図書室と「くろカフェ」が設置されている。1・4号車の車端部には「パノラマシート」が設けられている。基本的に全車座席指定席で運転されるが、2018年3月17日から2020年8月7日までは1号車のうち12席を自由席としていた。
当初の運行計画では2011年3月12日に3号車を欠番とした3両編成で暫定的に運行を開始し、同年夏ごろに3号車を連結することにしていたが、車両改造計画の見直しにより、「あそぼーい!」は4両フル編成で2011年4月29日に運転開始し、同年3月12日から4月24日までは「阿蘇ゆるっと博号」を運行することが発表された。その後改装内容の見直しにより、「あそぼーい!」の運行開始日は6月4日に再度延期され、「阿蘇ゆるっと博号」の運行も5月29日までに延長された。
「白いくろちゃんシート」「パノラマシート」利用時の特急料金は通年、通常期の料金の210円増しとなる。割引きっぷの場合は720円の追加料金がかかる（一部利用できないものもある）。
キハ183系1000番台は元々は門司港駅 - 佐世保駅間で運行されていた臨時特急「オランダ村特急」用として新製された車両である。1992年に「オランダ村特急」が廃止後は、「ゆふいんの森」、「シーボルト」、「ゆふDX」、「あそぼーい!」と使用車両が変更されているが、「あそぼーい!」のハウステンボス駅乗り入れにより、24年ぶりに長崎本線・佐世保線系統で運行されることとなった。
なお、「阿蘇ゆるっと博号」は「九州横断特急」と同じくキハ185系2両編成（座席区分も同じ）による運転であったが、外装は白地に熊本県のマスコットキャラクター「くまモン」などがプリントされた独自のものとなっていた。「阿蘇ゆるっと博号」の運行終了後、専用車両として用いられていたキハ185-4・キハ185-1012は三角線特急「A列車で行こう」に転用され、2011年10月8日から運行を開始している。

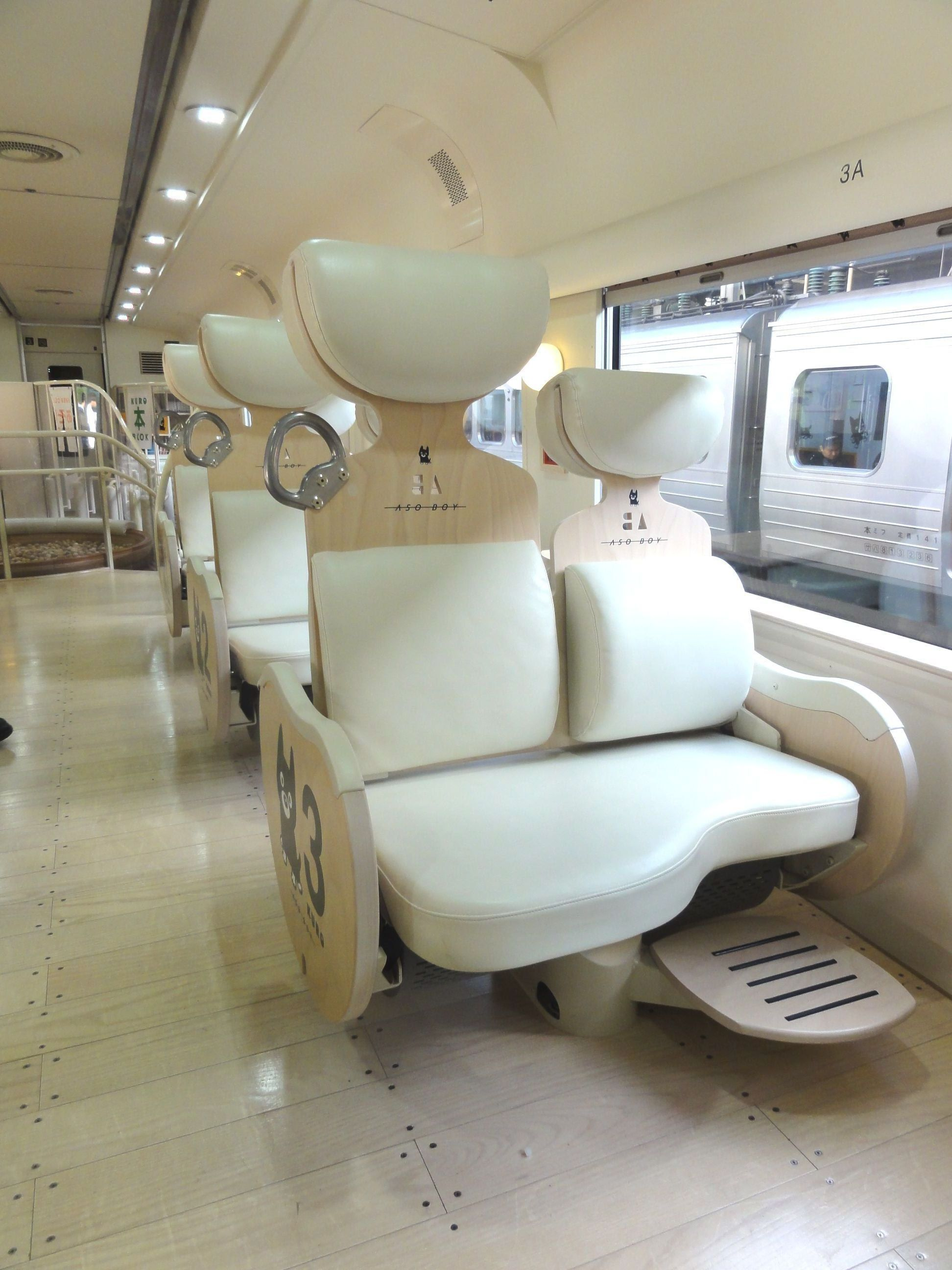
「白いくろちゃんシート」
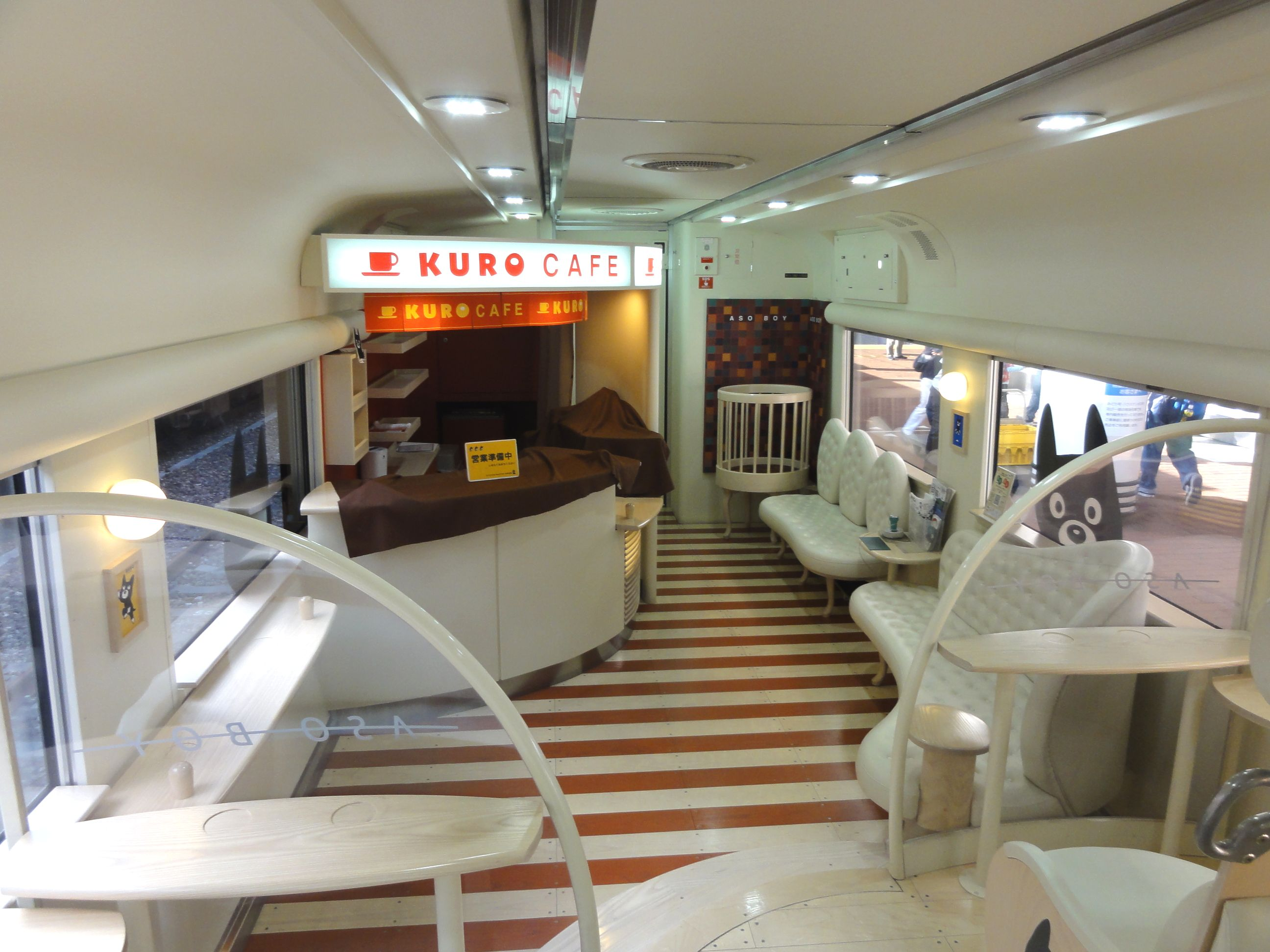
「くろカフェ」
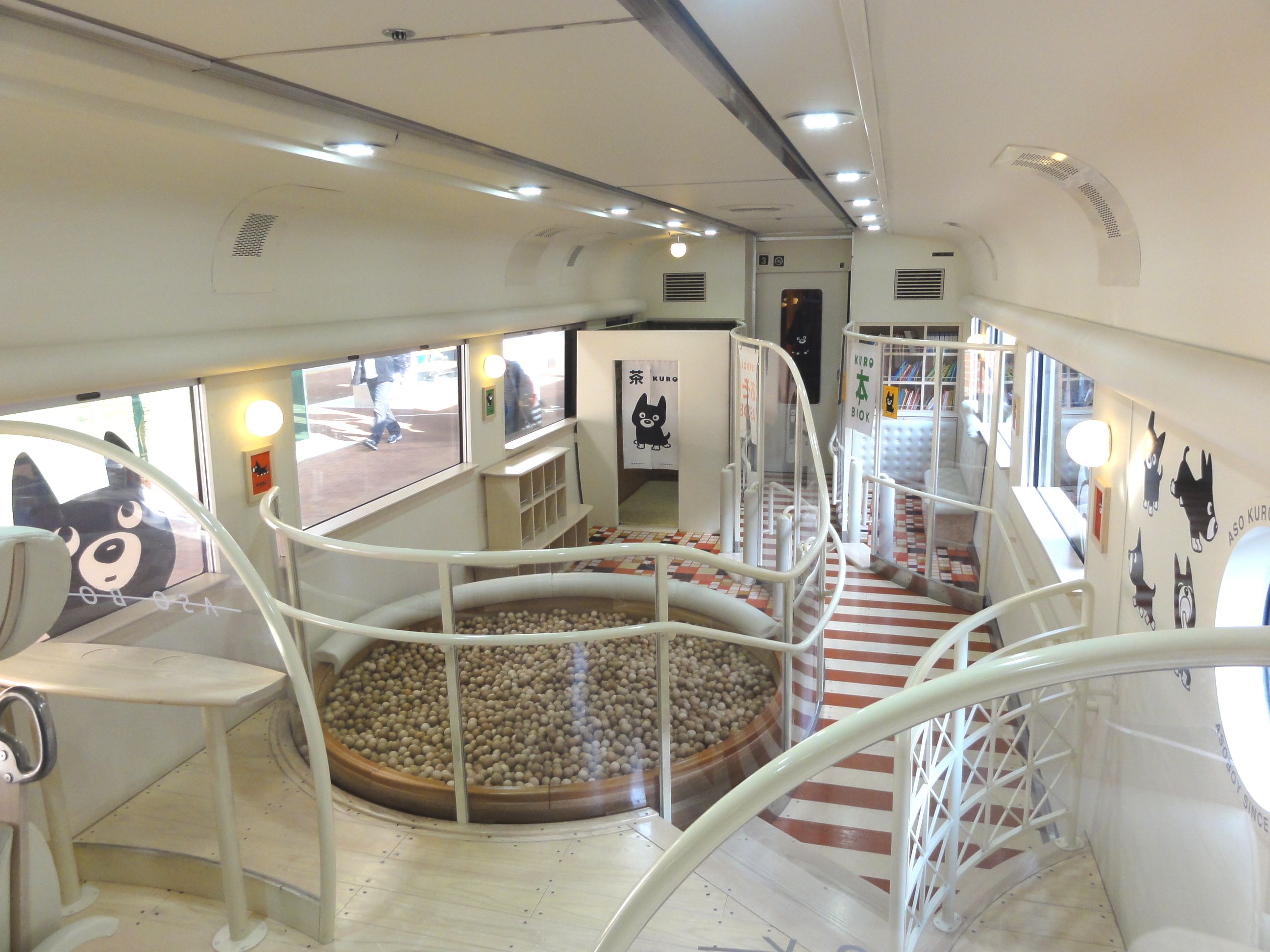
「くろクラブ」
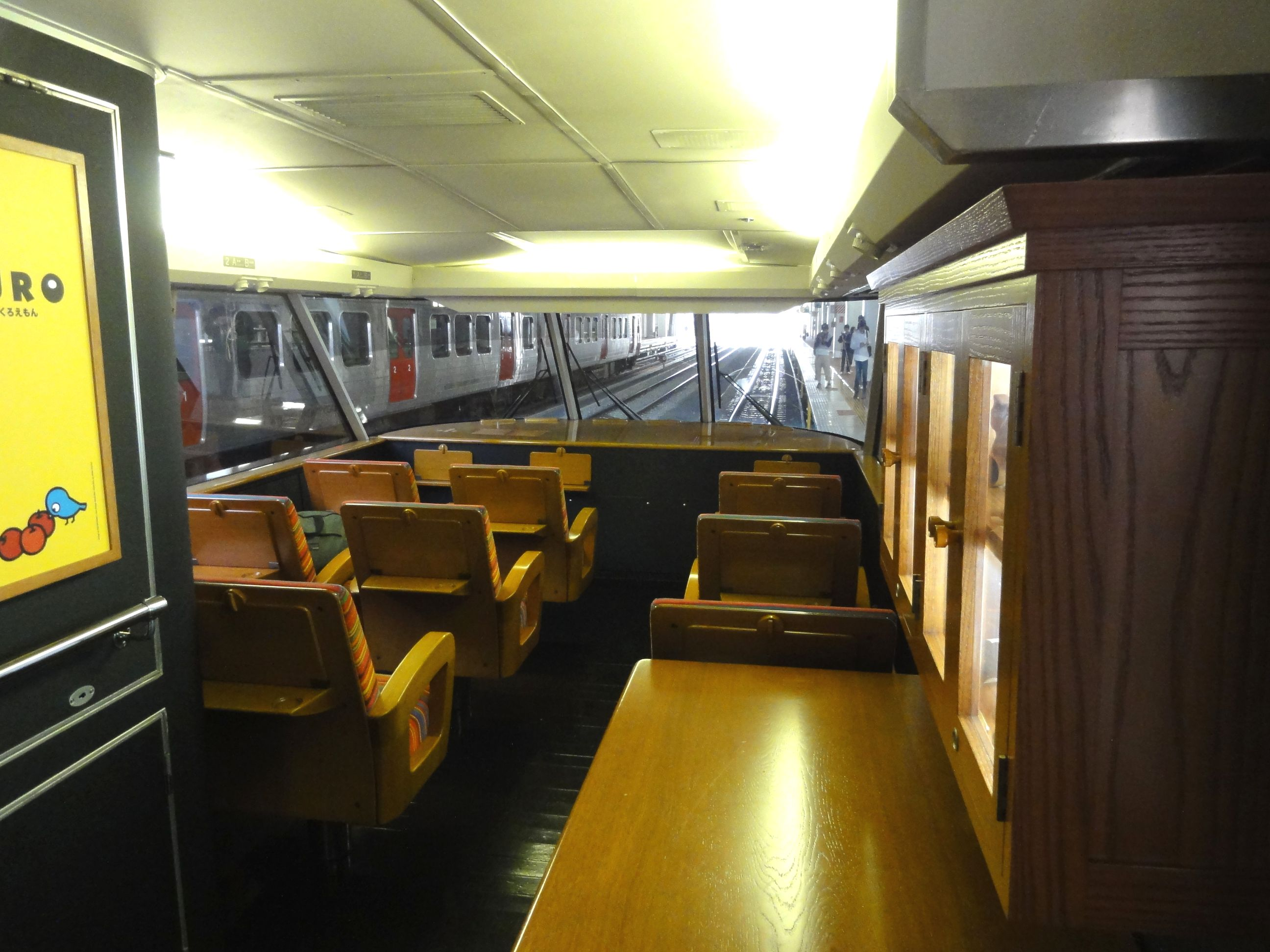
「パノラマシート」

### キャラクター「くろちゃん」
「あそぼーい!」の車体や内装には「くろちゃん」と称する黒い犬のマスコットキャラクターが描かれている。
「くろちゃん」は、本名を「あそくろえもん」、「黒川の近くで生まれた黒犬2歳」という設定である。
「あそぼーい!」の運行開始後の2011年7月には阿蘇駅の名誉駅長に就任し、改札内に「くろ駅長室」が作られた。本来は「あそぼーい!」のためのキャラクターであったが、JRおおいたシティの屋上施設にミニSL「くろちゃん電車」が投入されたり、子供向けスペース「くろちゃんひろば」の設置がされたり、「あそぼーい!」の運行区間とは関わりのない305系やBEC819系のドア車内側、821系やYC1系、キハ185系のドアの「指引き込み注意」表示に描かれるなど、JR九州全体のキャラクターとしても扱われている。

## 豊肥本線優等列車沿革

### 快速→準急→急行「火の山」とその周辺列車群
- 1954年（昭和29年）10月1日：熊本駅 - 別府駅間を豊肥本線・日豊本線経由で運行する快速「火の山」（ひのやま）の運行開始[1]。
- 1958年（昭和33年）
  - 5月1日：博多駅 - 小倉駅 - 別府駅 - 熊本駅間を鹿児島本線・日豊本線・豊肥本線経由で運行する臨時急行「ひかり」の運行開始[1]。
  - 8月1日：「ひかり」を定期準急に変更の上、門司港駅 - 別府駅間の編成を連結開始[1]。
- 1959年（昭和34年）4月1日：「ひかり」の運行系統を博多駅 - 別府駅 - 熊本駅間、博多駅・門司港駅 - 都城駅間とする。
- 1960年（昭和35年）
  - 3月10日：大分駅 - 小倉駅 - 熊本駅 - 別府駅間を日豊本線・鹿児島本線・豊肥本線・日豊本線経由で運行する循環準急列車「第2ひかり」の運行開始[1]。これに伴い従来の「ひかり」は「第1ひかり」に名称変更。
  - 6月1日：「第1ひかり」の都城駅発着編成を西鹿児島駅（現在の鹿児島中央駅）まで延長する。
- 1961年（昭和36年）10月1日：「第2ひかり」を「ひまわり」に変更のうえ[1]、佐賀線経由の長崎駅 - 熊本駅間準急「ちくご」を瀬高駅 - 熊本駅間で併結開始。「第1ひかり」は再び「ひかり」に戻る[1]。
- 1962年（昭和37年）
  - 2月15日：以下のように変更を行う。
    1. 熊本駅 - 別府駅間を運行する準急「火の山」の運行開始[1]。
    2. 「ひまわり」の一部編成を大分駅 - 門司港駅間の運行とする。

  - 10月1日：「ひかり」を急行列車に格上げ[1]。
- 1963年（昭和38年）3月25日：「火の山」を以下の運行区間で下り3本・上り2本に増発。
  - 下り「第1火の山」…熊本発別府行き
  - 下り「第2火の山」…門司港発熊本経由別府行き
  - 下り「第3火の山」・上り「第1火の山」…三角駅 - 別府駅間
  - 上り「第2火の山」…別府発熊本・小倉経由大分行き
- 1964年（昭和39年）
  - 3月1日：「ひかり」の博多駅 - 別府駅 - 熊本駅系統のうち、上り列車を三角駅始発とする。
  - 10月1日：1964年10月1日国鉄ダイヤ改正に伴い、以下のように変更する。

  1. 「ひかり」の名称を東海道新幹線超特急へ使用するため、従来の「ひかり」の名称を変更。博多駅 - 別府駅 - 熊本駅・三角駅間の系統は「くさせんり」[1]、博多駅・門司港駅 - 西鹿児島駅間の系統は「にちりん」とする。
  2. 「火の山」は別府発熊本行きの列車を増発し、3往復となる。増発分は上り「第1火の山」とし、従来の上り「第1・第2火の山」はそれぞれ第2・第3に変更。
- 1965年（昭和40年）10月1日：このときのダイヤ改正に伴い、以下のように変更する。
  1. 「くさせんり」と、博多駅 - 長崎駅・佐世保駅間運行の準急「ながさき」・「弓張」のうち1往復を系統統合し、これに急行「九重（）」の名を与える[注 4][1]。
    - 従来「くさせんり」と併結していた「にちりん」は広島駅 - 別府駅間の「べっぷ」と統合の上「青島」に名称変更した。一旦愛称消滅したが、翌年の3月25日に日豊本線経由博多駅 - 西鹿児島駅間の急行として復活。以降はこちらを参照されたい。

  2. 下り「第2火の山」・上り「第3火の山」を「ひまわり」に編入。編入分は下り「第1ひまわり」（博多駅始発に変更）・上り「第2ひまわり」の名を与え、従来の「ひまわり」は下り「第2ひまわり」・上り「第1ひまわり」を名乗る。これにより「ひまわり」は2往復となる。
  3. 「火の山」は一部列車の「ひまわり」への編入に伴い、下り「第3火の山」は「第2火の山」に変更。また、上り「第1火の山」を三角駅行きとし、宮地駅→三角駅間運行の上り「第3火の山」を増発（豊肥本線内は上り「第1ひまわり」に併結）。これにより「火の山」は下り2本・上り3本となる。
- 1966年（昭和41年）3月5日：準急・急行料金制度の改変に伴い、「ひまわり」「火の山」を急行に格上げ[1]。
- 1967年（昭和42年）10月1日：以下変更実施。
  1. 「九重」を別府駅で系統分割。別府駅 - 熊本駅・三角駅間に関しては三角駅→別府駅間の片道のみ存続の上「火の山」に編入。長崎駅・佐世保駅 - 別府駅間は「べっぷ」の名称を与えた。
  2. 「火の山」は、下りは従来の「第1火の山」を廃止し、「第2火の山」を第1に変更、「九重」からの編入分を「第2火の山」とする。上りは「第1火の山」を宮地発に変更したが、この列車は運行距離が100km以内で併結運転を伴わない関係上、準急として運行された。これにより「火の山」は全列車が三角駅乗り入れとなる。
- 1968年（昭和43年）10月1日：ヨンサントオのダイヤ改正に伴い、以下変更実施。
  1. 「ひまわり」は1965年に「火の山」から編入した1往復が「火の山」に再編入され、再び別府駅 - 熊本駅 - 小倉駅・門司港駅 - 大分駅間1往復の運行となる。「ちくご」との併結は終了。
  2. 「火の山」は「ひまわり」からの編入分1往復を合わせ、下り3本・上り4本の運行となる。編入分は博多駅 - 熊本駅 - 別府駅間の運行とし、下り1号・上り4号とした（この改正から号数の表記は「□□□○号」に変更）。また準急制度の廃止に伴い、上り1号は再び急行に戻る。そのほかの列車の運行区間及び「ひまわり」との併結は変更なし。
- 1975年（昭和50年）3月10日：「ひまわり」が「火の山」に統合[1]。「火の山」は博多駅 - 熊本駅 - 別府駅間2往復（上り1本の一部は三角行き：熊本駅→三角駅間は普通列車）、三角駅 - 別府駅間1往復、熊本発別府行き、宮地発三角行き各1本、計4往復の運転となる。
- 1978年（昭和53年）10月2日：宮地発の「火の山」が廃止。キハ58形・キハ65形気動車で運行されていた急行「火の山」（1987年 熊本駅）

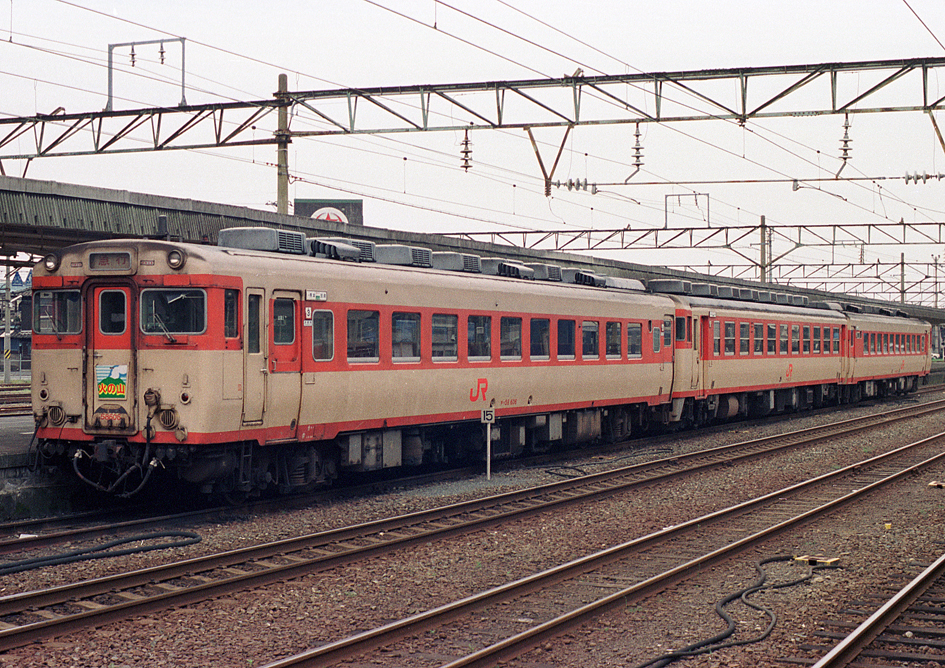
キハ58形・キハ65形気動車で運行されていた急行「火の山」（1987年 熊本駅）

- 1980年（昭和55年）10月1日：「火の山」は博多駅発着列車の博多駅・三角駅 - 熊本駅間を廃止。これにより「火の山」は三角駅・熊本駅 - 別府駅間下り4本・上り3本の運行となる（三角駅乗り入れは3・4号）。
- 1982年（昭和57年）11月15日：「火の山2・5号」を三角駅発着とする（三角駅 - 熊本駅間は普通列車）。
- 1984年（昭和59年）2月1日：編成両数を減少、グリーン車連結を廃止。
- 1985年（昭和60年）3月14日：「火の山2・5号」を熊本駅発着、「火の山7号」を三角発とする（熊本駅までは普通列車）。また、全列車にグリーン車用座席を転用した指定席車を連結。
- 1986年（昭和61年）11月1日：「火の山」は三角駅乗り入れを終了し、熊本駅 - 別府駅間3往復の運行となる（1988年3月12日までは、5号の大分駅から先は普通列車）。
- 1990年（平成2年）7月2日：豊肥本線宮地駅 - 緒方駅間が集中豪雨の影響で不通になったことに伴い、「火の山」は宮地駅・緒方駅折り返しとなる。両駅間はバス代行運転で、緒方駅 - 別府駅間に関しては本来の号数に10を加えて運行された。全線復旧は1991年10月19日。

### 特急「あそ」(初代)→「九州横断特急」とその周辺列車群

#### 特急「あそ」(初代)時代

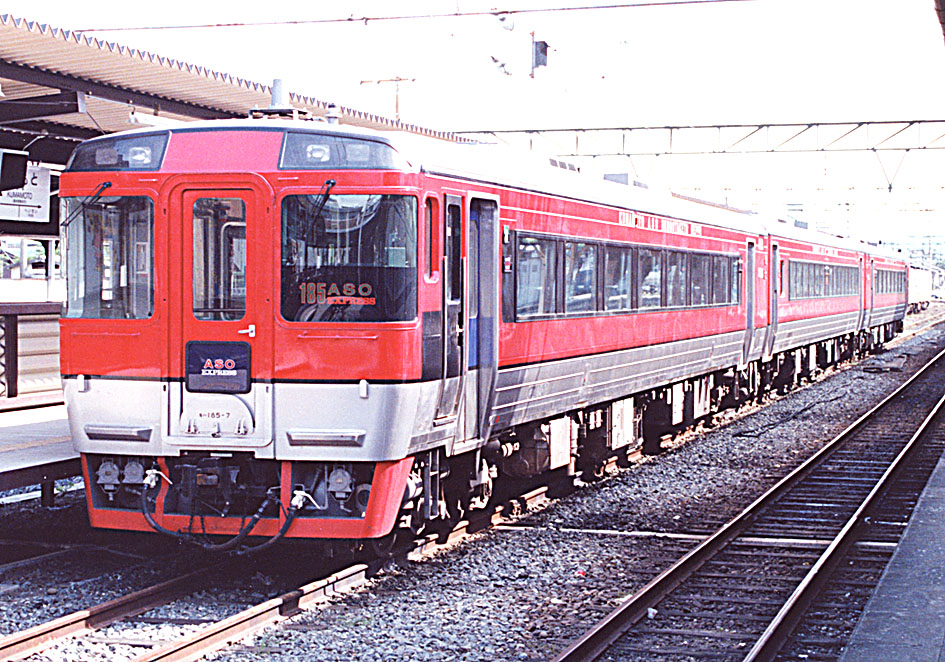
キハ185系気動車で運行されていた「あそ」

- 1992年（平成4年）7月15日：「火の山」に四国旅客鉄道（JR四国）から購入したキハ185系気動車を投入の上で特急に格上げ[1]。名称を「あそ」とする[1]。
  - なお、類似した名称の列車として、1950年より1980年まで東京駅・名古屋駅・新大阪駅 - 熊本駅間（1990年から1994年までは臨時列車として、新大阪駅 - 熊本駅間）を運行した夜行急行「阿蘇」がある（東海道本線優等列車沿革・山陽本線優等列車沿革も参照のこと）。
  - 当初は久大本線特急「ゆふ」と車両運用は独立していたが、のちに「ゆふ」と運用が共通化された。
- 1993年（平成5年）9月2日：豊肥本線緒方駅 - 三重町駅間が台風13号の集中豪雨の影響で不通になったことに伴い、「あそ」は熊本駅 - 緒方駅間の折り返し運転となる。緒方駅 - 三重町駅（1993年9月16日からは豊後清川駅）間はバス代行運転を行い、三重町駅（豊後清川駅） - 大分駅間は、普通列車の時刻変更を行った。全線復旧は1994年5月1日。
- 1994年（平成6年）12月4日：博多駅 - 宮地駅間に臨時特急「阿蘇キャンペーン号」が運行。翌週からは列車名を「阿蘇浪漫号」として時刻変更を行い（運行区間は「阿蘇キャンペーン号」と同じ）、翌年の2月まで一部の土日に運行された。
- 2001年（平成13年）3月11日：「あそ2・5号」を大分駅発着とする。

#### 特急「九州横断特急」時代
- 2004年（平成16年）3月13日： 九州新幹線鹿児島ルートの部分開業に伴うダイヤ改正に伴い以下のように変更。
  1. 「あそ」と、熊本駅 - 人吉駅間を運行していた急行「くまがわ」を再編し、別府駅 - 熊本駅・人吉駅間運行の特急「九州横断特急」を運行開始[1]。「九州横断特急」は熊本行きが下り1本、人吉駅発着が下り3本・上り4本の計4往復設定。両数は「あそ」時代の3両から2両に減車し、ワンマン運転を開始。これにより「あそ」の列車名はいったん消滅。
    - 「あそ」時代は豊肥本線内の上下方向に合わせ、号数は熊本発が奇数、別府・大分発が偶数となっていたが、この改正で肥薩線内の上下方向に合わせ、別府発を奇数、人吉発を偶数に変更している。

  2. 再編対象外の「くまがわ」に関しては列車名・運行区間を変えずに引き続き運行するが、特急に格上げする。
  3. キハ185系は「九州横断特急」「くまがわ」が共通運用となり、「ゆふ」とは別運用になる。それに伴い外装が「九州横断特急」仕様に変更され、さらに内装のリニューアルも実施。
- 2009年（平成21年）3月14日：全車禁煙となる。喫煙ルーム内に設置の灰皿を撤去し、携帯電話室に変更。
- 2011年（平成23年）
  - 3月12日：ダイヤ改正に伴い以下のように変更[広報 11]。
    1. 「九州横断特急」の人吉駅発着列車のうち2往復について、熊本駅 - 人吉駅間を「くまがわ」として系統分割。「九州横断特急」は人吉駅発着が下り1本・上り2本、熊本駅発着が下り3本・上り2本になる。
    2. 「あそぼーい!」に充当されるキハ183系気動車の改造工事が終わるまで、キハ185系による臨時特急「阿蘇ゆるっと博号」が運転開始。

  - 6月4日：臨時特急「あそぼーい!」が運転開始[広報 9]。
  - 10月15日・16日：「あそぼーい!」のうち1往復を博多駅発着で延長運転。以降2013年2月まで1ヶ月に1度程度、土日または3連休に延長運転を実施。
- 2012年（平成24年）
  - 7月13日：九州北部豪雨により豊肥本線の一部区間が不通となったことに伴い、当面の間「九州横断特急」は熊本駅 - 人吉駅間のみの運行、「あそぼーい!」は運休となる。
  - 7月28日：「あそぼーい!」は博多駅 - 人吉駅間1往復で運行再開。
  - 9月3日：豊肥本線の復旧作業の進捗により以下のように変更。
    1. 「九州横断特急」は豊後竹田駅 - 宮地駅間を除いて運行再開。豊後竹田駅・宮地駅間で折り返し運転し、運休区間には代行バスが運行された。なお、豊後竹田駅折り返しの列車には40番台の号数が与えられたが、ダイヤ自体は本来の1 - 8号のものをほぼそのまま踏襲したため、例えば41号→バス→1号のような直接の乗り継ぎはできなかった。
    2. 「あそぼーい!」は9月8日より通常通り、熊本駅 - 宮地駅間2往復の運行とする。
- 2013年（平成25年）
  - 3月16日：「くまがわ」を再統合する形で「九州横断特急」は4往復全て人吉駅発着となる。
  - 8月4日：豊後竹田駅 - 宮地駅間が復旧し全区間で運行再開。同時に従来の47・7号については別府駅→熊本駅間の「九州横断特急101号」、熊本駅→人吉駅間の「くまがわ3号」に系統分割。
- 2016年（平成28年）
  - 3月26日：ダイヤ改正により以下のように変更[広報 1]。

  1. 「九州横断特急」の熊本駅 - 人吉駅間および「くまがわ」を廃止。これにより熊本駅 - 八代駅 - 人吉駅間は定期優等列車の運行がなくなる。
  2. 「九州横断特急」「くまがわ」の代替として、熊本駅 - 人吉駅間に快速列車を5往復設定。4往復は列車名なしの快速（下り1本は八代始発）、1往復は人吉駅 - 吉松駅間運行の「いさぶろう・しんぺい」のうち1往復を熊本駅発着に延長する。
  3. 「九州横断特急」は101号・8号を廃止し、熊本駅 - 別府駅間3往復の運行に変更、同時に全列車3両編成となり車掌乗務を開始。鹿児島本線・肥薩線内の運行がなくなるため、号数を「あそ」時代と同様に熊本駅発を奇数、別府駅発を偶数に変更。
  4. 「あそぼーい！」101号・102号のダイヤ修正。

  - 4月15日：前日発生した熊本地震により豊肥本線の一部区間が不通となったため、この日から「九州横断特急」「あそぼーい!」は全区間で運休。
    - これにより、熊本駅に乗り入れる在来線の定期優等列車は、消滅した。なお、2017年3月4日のダイヤ改正で、熊本駅 - 人吉駅間に特急「かわせみ やませみ」が新設、また種別上は全区間普通列車だが熊本駅 - 人吉駅間は速達運転を行っている「いさぶろう・しんぺい」の同区間が特急に格上げ、「九州横断特急」の運転再開以前に、熊本駅に乗り入れる在来線の定期優等列車が復活した。

  - 5月3日：「あそぼーい!」は門司港駅 - 博多駅間1往復で運行再開。9月まで土曜・休日を中心に運行した。
  - 7月9日：「九州横断特急」は阿蘇駅 - 別府駅間で運転を再開。そのうち阿蘇駅 - 宮地駅間は快速として運転、各列車とも号数に60を加算する[広報 12]
  - 10月1日：「あそぼーい!」は運行区間を博多駅 - ハウステンボス駅間に変更。12月まで土曜・休日を中心に1往復運行。
- 2017年（平成29年）
  - 1月6日：「あそぼーい!」は運行区間を門司港駅 - 博多駅間に戻し、6月まで土曜・休日を中心に1往復運行。
  - 3月4日：ダイヤ改正に伴い以下のように変更。
    1. 「九州横断特急」は阿蘇駅 - 大分駅間1往復、阿蘇駅 - 別府駅間1往復の計2往復運転に変更。この時点では、運休区間の復旧の見通しは立たず[広報 13]。
    2. 「九州横断特急」の阿蘇駅 - 宮地駅間での快速扱いを終了し、再び全区間で特急として運行するようになる。

  - 7月8日：「GO!GO!!キスマイクマモトオオイタキャンペーン」の一環で、「あそぼーい！」は阿蘇駅 - 大分駅・別府駅間での運転に変更、以降、豊肥本線の全線復旧まで金曜・土曜・休日を中心に運行されていた。またこの時より「九州横断特急」「あそぼーい！」は共通ダイヤとなり、「九州横断特急」は「あそぼーい！」の運休日のみ運転されるようになっていた。
  - 9月17日：台風18号の影響で豊肥本線の一部区間が不通になったため、この日から「九州横断特急」「あそぼーい!」は運休となる[広報 14][広報 15]。
  - 10月2日：「九州横断特急」「あそぼーい！」運転再開[広報 15]。
- 2018年（平成30年）3月17日：ダイヤ改正に伴い「九州横断特急」「あそぼーい！」は阿蘇駅 - 別府駅間1往復の運転となる。
- 2020年（令和2年）
  - 4月24日 - 6月18日：新型コロナウイルス感染症による利用客減少に伴い、この期間は「九州横断特急」「あそぼーい!」全列車運休となった[広報 16][広報 17]。
  - 6月19日：「九州横断特急」は運転再開。「あそぼーい!」は引き続き運休し、8月7日まで「九州横断特急」を毎日運転。
  - 8月8日：豊肥本線の全線運行再開に伴い、豊肥本線の優等列車を以下の通りに再編[広報 2]。
    1. 「九州横断特急」は熊本駅 - 別府駅間で2往復（2・3・71・74号）運転。71・74号は「あそぼーい!」との共通ダイヤとし、「あそぼーい!」の運転日は運休。
    2. 「あそぼーい!」は熊本駅 - 別府駅間で土曜・休日を中心に1往復運転。号数表記は廃止。
    3. 熊本駅 - 宮地駅間に特急「あそ」（2代）を新設。ダイヤは1 - 6号の3往復設定し、3・4号は毎日、それ以外の列車は土曜・休日を中心に運転。ただし新型コロナウイルス感染症流行の影響で実際に3往復運転されたのは短期間に留まった。
- 2021年（令和3年）3月13日：ダイヤ改正に伴い「九州横断特急71・74号」の号数を81・84号に変更。また「あそ1・2・5・6号」は時刻表上表記がなくなる（この時点では号数変更はなし）。
- 2022年（令和4年）9月23日：ダイヤ改正に伴い以下のように変更[7]。
  1. 「九州横断特急」2・3号を大分駅発着に変更。
  2. 「あそ」3・4号を1・2号に改番し、従来の1・2・5・6号が正式に廃止される。
  3. 「かわせみ やませみ」1往復を土曜・休日などに熊本駅 - 宮地駅間で運行開始。
- 2025年（令和7年）3月15日：ダイヤ改正に伴い以下のように変更[8]。
  1. 「九州横断特急」は熊本駅 - 大分駅間下り3本・上り2本、熊本駅 - 別府駅間上り1本の計3往復運転となる。また停車駅から水前寺駅・武蔵塚駅・光の森駅・赤水駅・中判田駅が外れる。
  2. 「あそぼーい!」は運行区間を熊本駅 - 宮地駅間に変更の上で2往復運転となる。これにより号数表記が復活する（1 - 4号）。また停車駅は「九州横断特急」の熊本駅 - 宮地駅間と同一とする。
    - これに伴い「九州横断特急」と「あそぼーい!」の共通ダイヤがなくなる。

  3. 「あそ」（2代）は廃止。また「かわせみ やませみ」は定期運行がなくなり、「あそぼーい!」の運休日に限り「あそぼーい!」と同一ダイヤで運行する形となる。